# Upplands runinskrifter 442
Upplands runinskrifter 442 är en runsten som står på södra sidan om korsningen med avtagsvägen mot Harg, cirka 300 meter från Odensala kyrka. 

## Stenen
Stenen påträffades 1895 omkullfallen med ristningen vänd nedåt, och står nu rest på fyndplatsen ute i åkern. Platsen är runstenens ursprungliga. Ortnamnet Harg, där stenen står, betyder offerplats.
Stenen stod vid en forntida stenlagd vägbank, ca 300 m l (NNÖ-SSV), enligt uppmätning av Oscar Almgren år 1895. Av vägen syns idag ingenting, men delen norr om vägkorsningen vid prästgårdens trädgård lades igen år 1978. Stenläggning syntes dock ej men innan dess, enligt prästen i Odensala, D. Wirén. I och invid vägen har minst två, möjligen tre, runstenar stått, nämligen U 442 (enligt OA), U 443 (enligt D. Wirén: upplöjd vid vägkorset) och möjligen U 441 (försvunnen). Vidare fanns en vägbank av samma typ, nu förstörd men belägen endast en dryg km SV, längs vilkens sträckning runstenarna U 444 och U 445 ännu står. 
Ornamentiken kan rekonstruerats som mycket rik, och tillhör en senare period i Åsmund Kåressons ristarkarriär. Den kunde vara inspiration för ristare Fot till utsmyckningen på Näsbystenen.

## Inskriften
Translitterering:bṛusi ' u[k] þụ...ṃ...nṭṛ...-tu rit...faþu...
Normaliserad: Brūsi ok Þō[r]m[u]ndr [lē]tu rētt[a] ... faður ...
Nusvenska: ”Bruse och Tormund lät uppresa [denna sten/dessa stenar efter ..., sin] fader.”

## Tolkningar

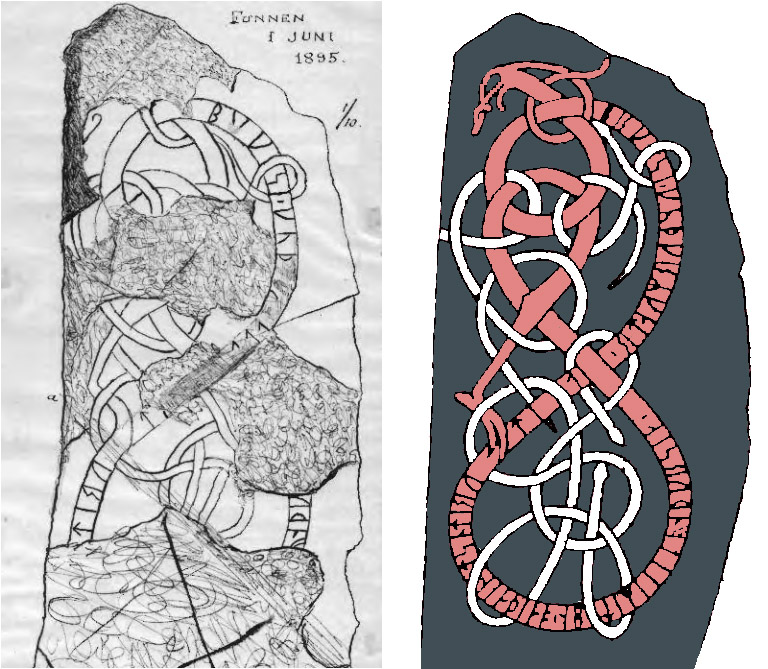
Oscar Almgrens ritning av U 442 från 1895 och färgade moderna rekonstruktion efter mönstret av Magnus Källström.

Namnet Þōrmundr är ovanligt på runstenarna. I Uppland är det med säkerhet belagt på bara tre stenar (U 176, U 207 och U 1010).
Stenen tolkas som parstenen till ett nyfunnet (juni 2012) fragment i Odensala kyrkas bogårdsmur, med inskriften
Translitterering:....s muþiR ' | + osmunt ...| runaR þisaṚ ...
Normaliserad: ... [Guð]s mōðiR. Āsmundr ... rūnaR þessaR ... 
Nusvenska:  »...Guds moder. Åsmund ... dessa runor ...»
Runstenfragmentet innehåller resterna av en bön som i sin helhet kunde vara 
Normaliserad:[Guð hialpi and hans, ok Guð]s mōðiR
Nusvenska:  ”Gud hjälpe hans ande, och Guds moder”
och saknar plats för de obligatoriska uppgifterna om dem som låtit resa stenen och namnet på den döde, som troligen fanns på U 422. Signaturen Åsmund ... dessa runor ... kan jämföras med Åsmund Kåressons signatur på U 847: Åsmund högg rätta runor för den som skall tyda